# فرودگاه صحرایی لیتل گرنزدن
فرودگاه صحرایی لیتل گرنزدن (به انگلیسی: Little Gransden Airfield) یک فرودگاه همگانی است که یک باند فرود چمن دارد و طول باند آن ۵۷۰ متر است. این فرودگاه در کشور انگلستان قرار دارد و در ارتفاع ۷۶ متری از سطح دریا واقع شده است.